# Holden VH

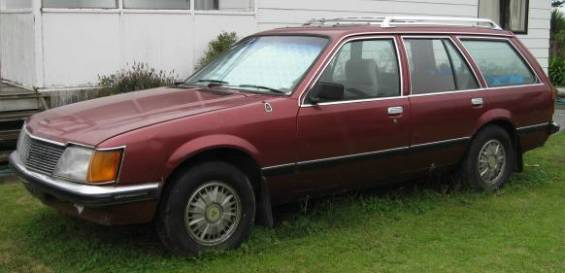
Holden VH

Der Holden VH wurde in den Jahren 1981 bis 1984 von der australischen GM-Division Holden gefertigt. Es gab ihn als
- Modell Calais und
- Modell Commodore.